# Fruva fasciatella
Fruva fasciatella là một loài bướm đêm trong họ Noctuidae.